# ۶۳۲ (پیش از میلاد)
۶۳۲ (پیش از میلاد) ۶۳۲مین سال قبل از تقویم میلادی است.